# Giới Phiên
Giới Phiên là một xã cũ thuộc thành phố Yên Bái cũ, tỉnh Yên Bái cũ, Việt Nam.

## Địa lý
Xã Giới Phiên nằm ở phía nam thành phố Yên Bái, có vị trí địa lý:
- Phía đông giáp phường Yên Ninh và xã Văn Phú
- Phía tây giáp phường Hợp Minh
- Phía nam giáp huyện Trấn Yên
- Phía bắc giáp phường Hồng Hà.

Xã Giới Phiên có diện tích 11,24 km², dân số năm 2019 là 3.129 người, mật độ dân số đạt 278 người/km².

## Hành chính
Xã Giới Phiên được chia thành 6 thôn: Ngòi Châu, Xóm Soi, Ngòi Đong, Tiền Phong, Phúc Thịnh, Đông Thịnh.

## Lịch sử
Địa bàn xã Giới Phiên hiện nay trước đây vốn là hai xã Giới Phiên và Phúc Lộc thuộc huyện Trấn Yên.
Ngày 4 tháng 8 năm 2008, xã Phúc Lộc và xã Giới Phiên được sáp nhập vào thành phố Yên Bái.
Trước khi sáp nhập, xã Giới Phiên có diện tích 5,45 km², dân số là 1.778 người, mật độ dân số đạt 326 người/km². Xã Phúc Lộc có diện tích 5,79 km², dân số là 1.351 người, mật độ dân số đạt 233 người/km².
Ngày 10 tháng 1 năm 2020, Ủy ban Thường vụ Quốc hội ban hành Nghị quyết số 871/NQ-UBTVQH14 về việc sắp xếp các đơn vị hành chính cấp huyện, cấp xã thuộc tỉnh Yên Bái (nghị quyết có hiệu lực từ ngày 1 tháng 2 năm 2020). Theo đó, sáp nhập toàn bộ diện tích và dân số của xã Phúc Lộc vào xã Giới Phiên.